# Абилов, Гельдымурад Язмухаммедович
Гельдымурад Язмухаммедович Абилов (туркм. Geldimyrat Abilow) — туркменский государственный деятель.

## Карьера
10.06.2005 — 12.05.2006 — первый заместитель Председателя Правления Центрального банка Туркменистана.
12.05.2006 — 14.04.2008 — председатель Правления Центрального банка Туркменистана, исполнительный директор Государственного фонда развития Золотого века Туркменистана, управляющий Всемирным Банком от Туркменистана, управляющий Азиатским банком развития от Туркменистана.
14 апреля 2008 года Президент Туркменистана Курбанкули Бердымухаммедов подписал Указ о проведении деноминации национальной денежной единицы Туркменистана»
14 апреля 2008 года уволен со всех должностей за серьёзные недостатки, допущенные в работе, и как несправившийся с возложенными на него обязанностями.

## Варианты транскрипции имени и фамилии
- Имя: Гелдимырат